# Paruyr Hayrikyan
Paruyr Hayrikyan, född i juli 1949, är en armenisk politiker och tidigare dissident inom Sovjetunionen. Han kandiderade till presidentvalet i Armenien år 2013 och blev skottskadad av en okänd man under valrörelsen.